# USS Nimitz (CVN-68)

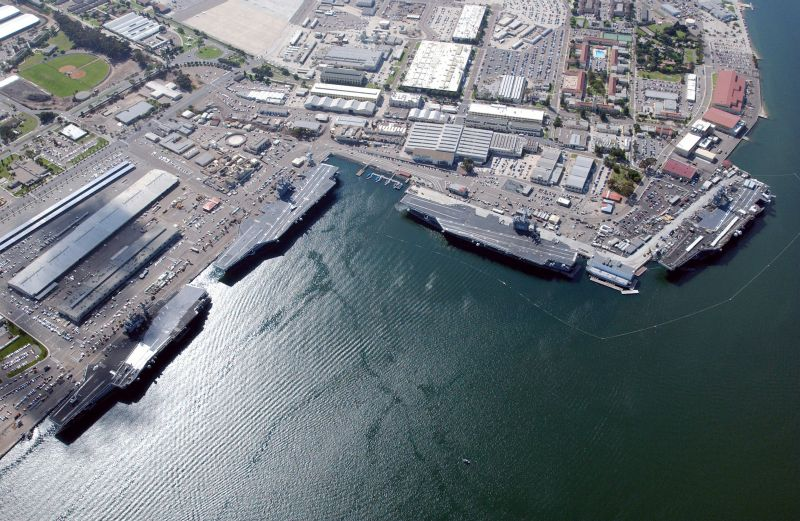
De USS Nimitz (3de van links) samen met drie andere supervliegdekschepen in de marinebasis van San Diego.

De USS Nimitz (Pennantnummer: CVN-68, eerst CVAN-68) is het vlaggenschip van de Amerikaanse Nimitzklasse supervliegdekschepen.
De kiel van het schip werd in 1968 gelegd en de tewaterlating gebeurde in 1972. Vervolgens werd het in 1975 in dienst genomen door de United States Navy. In datzelfde jaar werd het pennantnummer gewijzigd van CVAN-68 in CVN-68. De Nimitz kreeg haar naam van Chester Nimitz (1885-1966), een Amerikaanse admiraal die tijdens de Tweede Wereldoorlog de Amerikaanse Vloot in de Grote Oceaan commandeerde.
De thuishaven van de Nimitz was achtereenvolgens:
- Naval Station Norfolk (1972-1987)
- Naval Station Bremerton (1987-2001)
- Naval Air Station North Island (2001-2012)
- Naval Station Everett (2012-heden)

## Geschiedenis

### Jaren 1970
De eerste missie van de USS Nimitz was een routinemissie in de Middellandse Zee. Het schip vertrok op 7 juli 1976 uit thuishaven Norfolk (Virginia) en was op 7 februari 1977 weer terug. In 1977-1978 volgde nog een tweede missie in dezelfde regio. Op 10 september 1979 vertrok de Nimitz voor de derde keer naar de Middellandse Zee. Het schip zag toen voor de eerste keer actie toen het de basis van Operatie Eagle Claw vormde. Met die operatie werd getracht de gijzelaars in de Amerikaanse ambassade in Teheran te bevrijden, maar de actie mislukte. Vlak voor deze operatie werd op het schip de film The Final Countdown opgenomen, waarin het schip een tijdreis naar de Tweede Wereldoorlog maakt.

### Jaren 1980
Op 26 mei 1980 vertrok de Nimitz weer huiswaarts. Enige tijd later crashte een EA-6 Prowler-gevechtsvliegtuig op het vliegdek tijdens de landing. Hierbij kwamen veertien bemanningsleden om het leven. In het onderzoek dat volgde testten verschillende van hen positief op marihuana. President Ronald Reagan voerde hierop een nultolerantie en verplichte drugstesten in in het gehele leger. In 1981 was er een nieuw incident in de Golf van Sidra nabij Libië. De Nimitz overschreed wat Libië de line of death had genoemd en werd aangevallen door twee Libische Soechoj Su-17's. Twee F-14's van het vliegdekschip haalden beide neer.
In 1980 speelde het schip de hoofdrol in de sciencefictionfilm The Final Countdown. De opnames van de film vonden plaats tijdens een missie van de Nimitz in september 1979 tot mei 1980. De film werd grotendeels opgenomen op de Atlantische Oceaan in plaats van in de Stille Oceaan, waar het verhaal zich afspeelt. De opnames moesten haastig worden afgerond toen de USS Nimitz werd teruggeroepen naar de thuishaven voor Operatie Eagle Claw. Voor de scène waarin de USS Nimitz in Pearl Harbor aankomt werd in werkelijkheid de USS Kitty Hawk gebruikt.
In 1985 kaapten twee Libanezen TWA Vlucht 847 met 153 mensen aan boord waaronder vele Amerikanen. De USS Nimitz werd naar de kust van Libanon gestuurd waar het tot augustus dat jaar bleef. Op 30 december 1986 vertrok het schip opnieuw naar de Middellandse Zee. Na vier maanden in de regio voer het rond Kaap Hoorn in de Grote Oceaan. Op 30 juni 1987 arriveerde het schip in haar nieuwe thuishaven in Bremerton in Washington. Tijdens de Olympische Spelen van 1988 in Seoel zorgde de USS Nimitz mee voor de beveiliging vanaf de Zuid-Koreaanse kust. Op 29 oktober was het schip in het Noorden van de Arabische Zee voor Operatie Earnest Will. In die operatie escorteerden Amerikaanse oorlogsschepen Koeweitse olietankers tijdens de Irak-Iranoorlog. Op 30 november was er een incident waarbij een 20 mm-kanon per ongeluk op een A-7 Corsair vuurde met twee doden tot gevolg.

### Jaren 1990
Op 25 februari 1991 vertrok de USS Nimitz voor Operatie Desert Storm. Het schip loste in de Golfregio de USS Ranger af. In 1993 werd de Nimitz opnieuw ingezet in deze regio, deze keer voor Operatie Southern Watch. In maart 1996 werd het vliegdekschip naar Taiwanese wateren gestuurd toen de Volksrepubliek China daar raketproeven uitvoerde. Op 1 september 1997 vertrok het schip voor een reis rond de wereld om uiteindelijk in de scheepswerf van haar bouwer aan te komen.

### Jaren 2000
Tot 25 juni 2001 lag de USS Nimitz in onderhoud en werd de kernbrandstof bijgeladen. Vervolgens kreeg het schip de marinebasis Naval Air Station North Island nabij Coronado aan de Baai van San Diego als nieuwe thuisbasis toegewezen. Op 13 november kwam het daar aan. In 2002 werden nieuwe testen en proefvaarten gedaan. In maart 2003 vertrok het schip opnieuw op missie. In de Perzische Golf loste het in april 2003 de USS Abraham Lincoln (CVN-72) af tijdens Operatie Iraqi Freedom in Irak. Op 5 november 2003 keerde de Nimitz weer naar San Diego waar gepland onderhoud werd uitgevoerd. Van mei tot november 2005 bevond het vliegdekschip zich opnieuw in de Perzische Golf.
Op 2 april 2007 vertrok de Nimitz uit San Diego voor een missie van zes maanden in de Arabische Zee waar het de USS Dwight D. Eisenhower afloste. In 2008 volgde een missie in de Grote Oceaan, waar enkele incidenten met Russische vliegtuigen werden gemeld.
Samen met een groep escorterende schepen vertrok de Nimitz in 2009 richting westelijke Grote Oceaan, waar het in september de USS Ronald Reagan afloste en vluchten uitvoerde tijdens de Afghaanse Oorlog.

### Jaren 2010
In februari 2010 bezocht de Nimitz Hongkong, hoewel China een eerder bezoek van de USS Kitty Hawk had belet. In maart 2012 arriveerde de Nimitz in haar nieuwe thuisbasis, het Naval Station Everett nabij Everett (Washington). Later, in september 2013, is het schip verplaatst naar de Rode Zee nadat bekend werd dat er chemische wapens waren gebruikt in de Syrische Burgeroorlog. In december 2013 arriveerde de Nimitz opnieuw in de marinebasis Everett, na een passage door het Suezkanaal.
Einde 2014 nam de Nimitz deel aan multinationale maneuvers, samen met schepen van de Canadese en Japanse marine. In 2015 ging het schip voor 16 maanden in onderhoud op de marinebasis Kitsap/Bremerton. In 2017 ondersteunde het de Iraakse strijdkrachten bij de herovering van Tel Afar, maar in 2018 ging het opnieuw in het dok op de Puget Sound Naval Shipyard.

### Jaren 2020
In april 2020 ging het schip kort in quarantaine na enkele gevallen van COVID-19 aan boord, en in juli 2020 vertrok het richting de Zuid-Chinese Zee. Rond de jaarwisseling 2020-2021 patrouilleerde het schip in de Perzische Golf.

## Media
Het vliegdekschip was vanwege de grootte het hoofdonderwerp van een aflevering van National Geographic's Big, Bigger, Biggest.
Tevens had het een rol in de film Stealth (2005) en in de film The Final Countdown (1980).